# 羽須美村
羽須美村（はすみむら）は、かつて島根県の中南部にあった村。邑智郡に属した。
2004年（平成16年）10月1日、石見町、瑞穂町と合併し邑南町となって消滅した。

## 河川・山岳
- 江の川
- 出羽川

## 歴史
- 1957年（昭和32年）2月11日 - 口羽村・阿須那村が合併して発足（村名は旧村名の一文字に「美」をつけたもの）。
- 2004年（平成16年）10月1日 - 瑞穂町・石見町と合併して邑南町が発足。同日羽須美村廃止。

## 産業
1950年代初頭までは口羽木炭の一大生産地であり、年間8万俵の生産が行われていた。

## 交通

### 鉄道
現在旧羽須美村域を走っている鉄道路線はないが、2018年4月1日までは現在は廃線となっている三江線が村域を走っていた。
三江線：宇都井駅、口羽駅、江平駅、作木口駅

### 道路

#### 高速道路
旧村内を走る高速道路はない。

#### 国道
旧村内を走る国道はない。

#### 県道
- 主要地方道
  - 島根県道4号甲田作木線
  - 島根県道7号浜田作木線

- 一般県道
  - 島根県道292号宇都井阿須那線
  - 島根県道294号羽須美大和線（現・島根県道294号邑南美郷線）

## 姉妹都市
- 府中町（広島県）
  - 1975年7月14日 姉妹都市提携
  - 合併後は邑南町との間で継続

## 観光
村内には紅葉の名所がたくさんある。1971年には、村独自の総合観光ビジョンが作成されていた。